# Sinentomon chui
Sinentomon chui är en urinsektsart som beskrevs av Sören Ludvig Paul Tuxen och Paik 1982. Sinentomon chui ingår i släktet Sinentomon och familjen Sinentomidae. Inga underarter finns listade i Catalogue of Life.